# Trace Latina
Trace Latina é um canal de televisão de propriedade do TRACE Group. Sua programação é voltada a exibição de videoclipes de música latina urbana.

## História
Em 25 de setembro de 2018, o canal por assinatura iniciou suas transmissões na França e em sua plataforma própria na internet. Em fevereiro de 2020, foi disponibilizado na plataforma Les Bouquets Canal+ no Caribe. Após a aquisição dos canais de música da Sony pelo TRACE Group, Trace Latina passou a transmitir em 1º de novembro de 2019 com o sinal aberto no Reino Unido e na Irlanda, substituindo o Chart Show Hits. No mesmo ano, foi disponibilizado no Brasil através da Guigo TV.
Em 1º de junho de 2020, encerrou suas operações no Reino Unido e Irlanda, tendo seu conteúdo transferido para um bloco no Trace Urban das 11h às 15h. O ultimo videoclipe exibido foi "Vete Pa La" de Lele Pons.
Em 8 de abril de 2021, parou de transmitir no Brasil, sendo removido da grade da Guigo TV junto aos canais irmãos Trace Toca e Trace Urban.